# ネットマーブル
ネットマーブル（Netmarble、ハングル: 넷마블）は、CJインターネット株式会社が運営する韓国のゲーム・コミュニティサイト。開設から短期間で急成長をとげたことで、韓国最大規模のシェアを持つと言われている。

## 沿革
- 2000年11月

CJインターネット社がネットマーブルを開設。
- 2003年

2003年の売上高は、約700億ウォン（約70億円）と言われている。
- 2004年11月

会員数2400万人を突破。開設からの約4年で急成長を遂げた。
- 2014年3月

中国のテンセントがCJゲームスの株の28%を取得したと同時にCJゲームスはネットマーブル運営会社を買収した。

## ゲームアイテムの販売
2004年10月頃に、ネットマーブルのゲーム内で販売されているアイテムが、CJインターネット社と同系列会社のCJホームショッピング社が運営するCJモール内のNetmarble Contents Shopで販売されることになった。
CJモールは一般のショッピングサイトで、ゲームのアイテムが販売されるのは初めてのことだった。